# 犬塚力
犬塚 力（いぬづか りき、1959年4月15日 - ）は日本の実業家。トヨタファイナンシャルサービス代表取締役社長、中部国際空港代表取締役社長を経て、同社相談役、名古屋フィルハーモニー交響楽団理事長、トヨタ財団会長、あいおいニッセイ同和損害保険取締役。

## 人物・経歴
大阪府大阪市出身。大阪府立天王寺高等学校を経て、1982年京都大学法学部卒業、トヨタ自動車工業（現トヨタ自動車）入社。長く人事を担当し、2006年人材開発部部長に就任。2009年人事部部長。同年総合企画部部長。2011年常務役員調査部統括。2013年常務役員商品・事業企画部統括、第1トヨタ企画部統括。
2015年からトヨタファイナンシャルサービス代表取締役社長を務め、トヨタインシュランスマネジメントソリューションズUSA, LLCの設立などを行った。2016年トヨタ自動車常務役員販売金融事業本部本部長。2018年トヨタファイナンシャルサービス監査役。2019年サスティナブル・コ・イノベーションフォーラム2019発起人。
同年中部国際空港代表取締役社長、中部国際空港旅客サービス代表取締役社長、中部国際空港情報通信代表取締役社長。2023年名古屋フィルハーモニー交響楽団理事長。2024年中部国際空港旅客サービス取締役、中部国際空港テクニカルコネクト取締役。2025年中部国際空港相談役兼特別顧問（地域ブランド共創担当）、トヨタ財団会長、あいおいニッセイ同和損害保険取締役。
日本福祉大学顧問、中部国際空港利用促進協議会理事、ムジークエンゲル理事、愛知県あいち医療ツーリズム推進協議会委員、グレーター・ナゴヤ・イニシアティブ協議会委員、日本観光振興協会観光立国推進協議会委員、SCIフォーラム代表理事なども歴任した。